# Гасанова, Зулейха Магеррам кызы
Зулейха Магеррам кызы Гасанова (азерб. Züleyxa Məhərrəm qızı Həsənova; 10 октября 1923, Шуша, Нагорно-Карабахская автономная область — 1985, Баку) — азербайджанский государственный деятель.

## Биография
Родилась в 1923 году в семье влиятельного Магеррам-бека Гасанзаде из города Шуша. Начала трудовую деятельность в четырнадцатилетнем возрасте на Шушинской трикотажной фабрике.
В 1942 Гасанова призвана на службу в 335-й зенитно-артиллерийский полк войск Противовоздушной обороны. Демобилизована в 1945 году.
С 1945 по 1955 год работала в Евлахском горкоме КПСС.
С 1955 заведующая организационным отделом города Мингечевир, где приступает к решению жилищной проблемы города. Благодаря Гасановой с 1955 года город начал приобретать новый облик — каждый год строились и сдавались в эксплуатацию около 25 тысяч квадратных метров нового жилья, были построены новые кварталы, открыта программа по озеленению города. С 1963 по 1974 год председатель Мингечаурского горисполкома, за это время в городе построены 14 новых школ, стадион и гребная база, Политехнический техникум и городской бульвар вдоль Куры. За время её управления городом, Мингечаур стал одним из крупнейших городов и транспортных узлов страны.
С 1974 по 1983 год министр бытового обслуживания населения Азербайджанской ССР.
Скончалась в 1985 году. В честь Гасановой названа улица в Мингечевире.

## Источник
- Был такой Человек…